# Standardni tibetski jezik
Standardni tibetski jezik pripada centralnotibetskoj podskupini tibetskih jezika. Njime govori 1 277 620 govornika u Tibetu i susjednim zemljama, Nepalu, Butanu i Indiji. U Kini je regionalni službeni jezik.
Većina govornika živi u Tibetu, 1 070 000 (popis 1990.); 4800 u Butanu (2006.) gdje su izbjegli iz Tibeta od 1959. godine; 189 000 u Indiji (2007.) u Himachal Pradeshu, tibetska granica; Uttarakhand; Arunachal Pradesh; Assam; Delhi; Sikkim. U Nepalu 5280 (popis 2001.) u Kathmanduu i Pokhari.

## Dijalekti
- U Tibetu: gtsang (tsang, lhasa; 460 000), dbus (570 000), mngahris (ngari; 40 000), deqing zang.

U Indiji: aba (batang), dartsemdo (tatsienlu), dru, gtsang, hanniu, kongbo, nganshuenkuan (anshuenkuan nyarong), panakha-panags, paurong.
- U Nepalu: utsang.

## Vanjske poveznice
- Ethnologue (14th)
- Ethnologue (15th)